# 何氏别墅

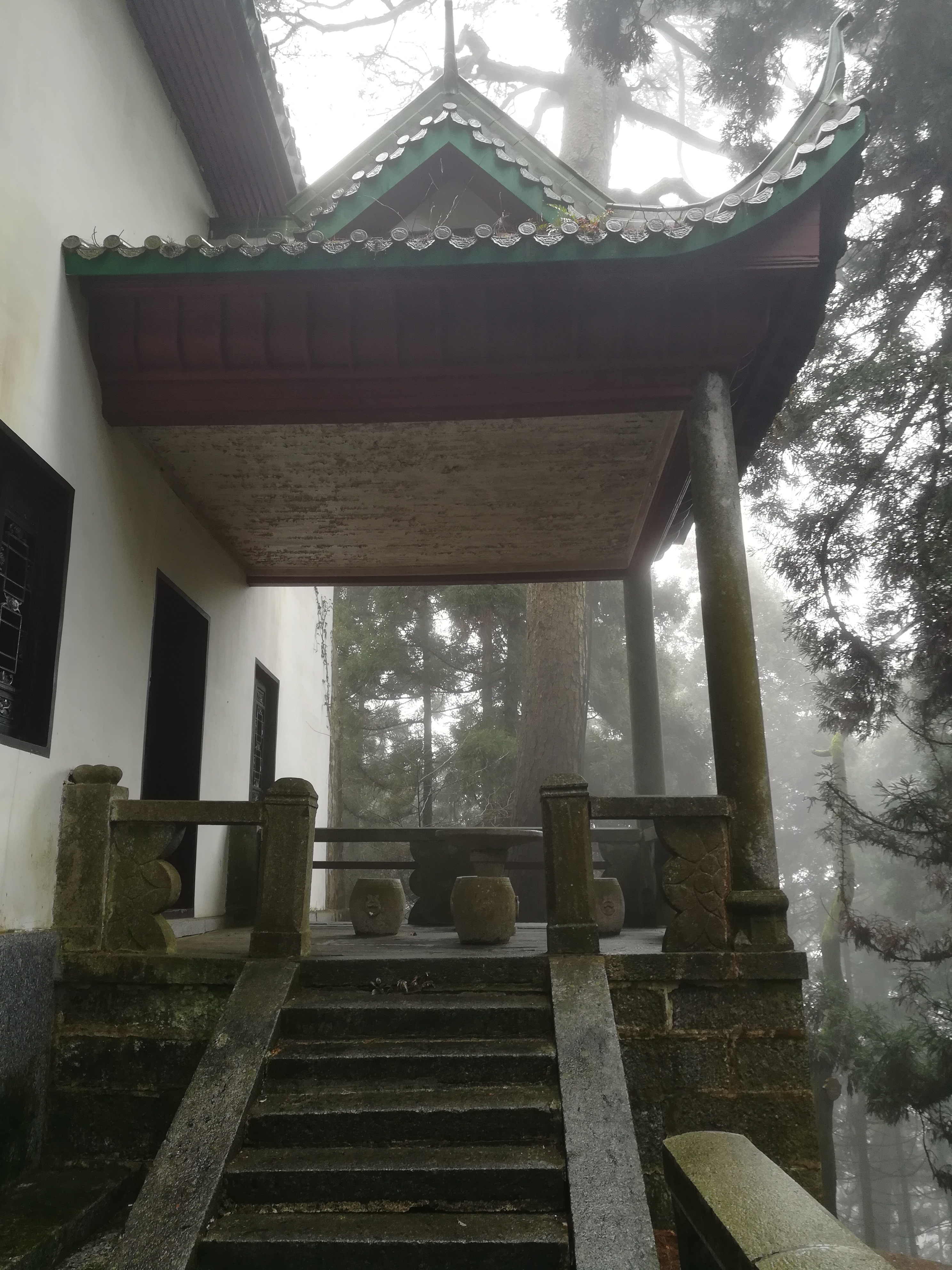
蒋宋官邸

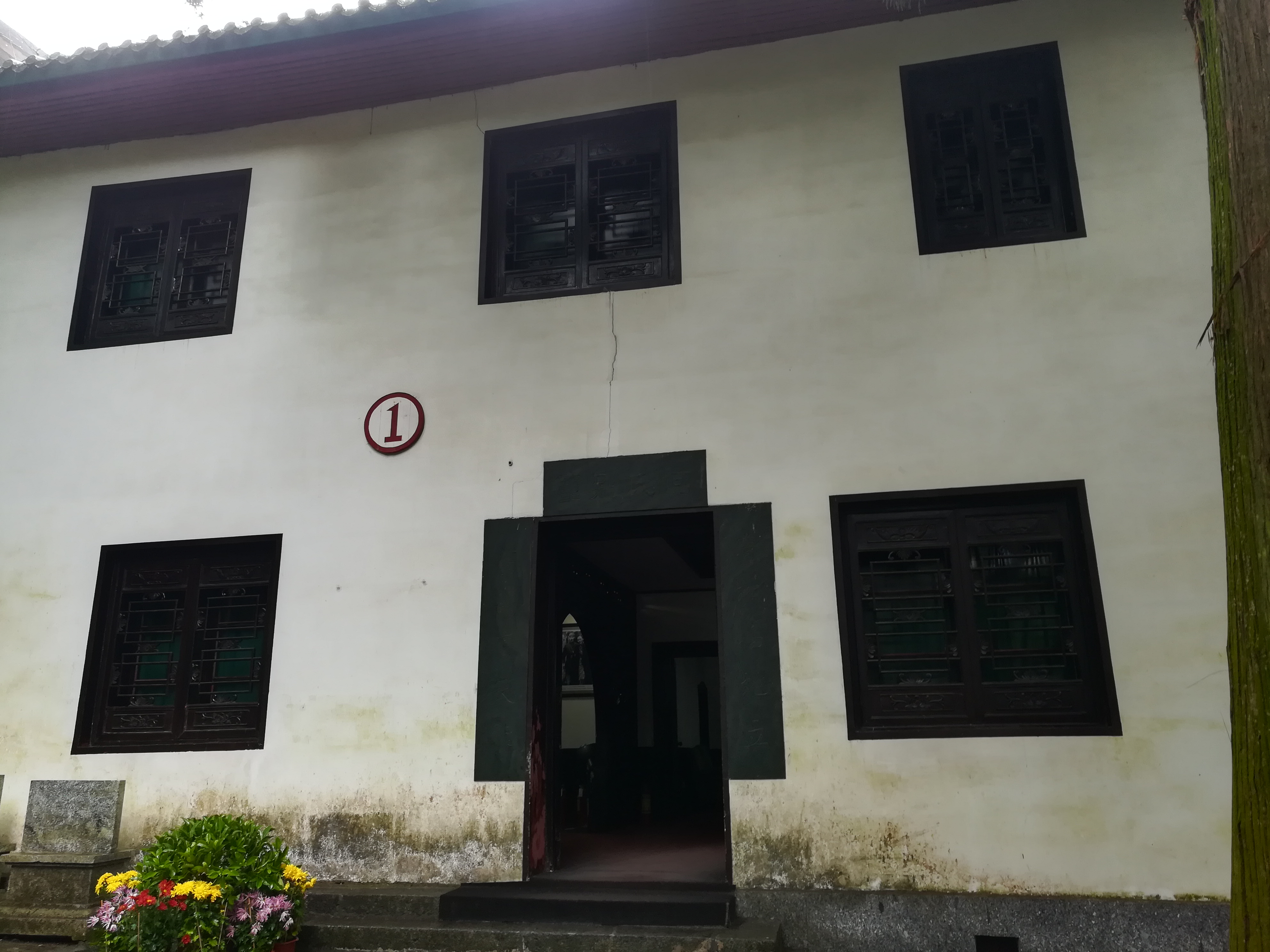
蒋宋官邸

何氏别墅，又名蒋宋官邸，建于1933年，位于南岳衡山磨镜台。别墅原为湖南省主席何键所有，后赠予蒋中正夫妇，蒋偕夫人宋美龄五次居住于此。2010年，何氏别墅被公布为衡阳市第一批爱国主义教育基地。

## 历史
磨镜台景区是衡山上的避暑胜地，附近有半山亭、福严寺和南台寺等景点，30年代初就有达官贵人在磨镜台修建别墅。何键于1933年修建这栋别墅。抗战时期，衡山作为南方抗战指挥中心之一，国民党曾在此四次召开高级军事会议，蒋中正亦五次居住于此。中华人民共和国建政后，磨镜台上的国民党要员别墅都被改用作宾馆，称为磨镜台宾馆，别墅重新按序号排列。

## 构成
何氏别墅占地面积260平方米，为两层麻石木板、琉璃瓦结构，门口一幅“青松插地立，黄鹄摩天飞”的对联为程潜所题。
别墅下层用作军事会议厅、蒋宋卧室和小厅。在小厅的立式衣柜中有通往别墅后门的暗道。屋后山洞中是防空洞，约二十平方米，有排水、通风、照明等设施。